# Tvede Sogn
Tvede Sogn er et sogn i Randers Nordre Provsti (Århus Stift).
I 1800-tallet var Linde Sogn anneks til Tvede Sogn. Begge sogne hørte til Nørhald Herred i Randers Amt. Tvede Sogn tilhørte Tvede-Linde Kommune fra 1842 til 1970. Kommunen blev ved kommunalreformen i 1970 indlemmet i Nørhald Kommune, som ved strukturreformen i 2007 indgik i Randers Kommune.
I Tvede Sogn ligger Tvede Kirke.
I sognet findes følgende autoriserede stednavne:
- Bjerregårde (bebyggelse)
- Gammeljord (bebyggelse)
- Gjessinggård (ejerlav, landbrugsejendom)
- Hungstrup Skov (areal)
- Skalmstrup (bebyggelse, ejerlav)
- Skalmstrup Vig (vandareal)
- Sparrehuse (bebyggelse)
- Tvede (bebyggelse, ejerlav)
- Tvede Enge (areal)
- Tvede Gårde (bebyggelse, ejerlav)